# Pseudotherium argentinus
Pseudotherium argentinus — вид терапсид, що існував у тріасі (235—221 млн років тому).

## Скам'янілості
Череп завдовжки 7 см знайдений у відкладеннях формації Ісчігуаласто на заході Аргентини. У тварини була дуже довга, плоска морда, і довгі ікла, що розташовані майже на кінчику морди.